# José Feijoó
José Sinforoso Diéz Feijoó, conocido como D.D. José Feijoó, fue un prócer de la Independencia del Perú, sacerdote, educador y político peruano. 
Durante la Independencia del Perú tuvo una activa actitud revolucionaria.  En 1813, Feijoó era el vicario de la parroquia del Triunfo en Cusco.  En su casa se reunían los revolucionarios Vicente Angulo, Gabriel Bejar, Juan Carbajal, Bartolomé Arregui, entre otros.  Todos fueron apresados el 9 de octubre del 1813.  Feijoó estaba librado bajo fianza cuando estalló la Rebelión del Cusco el 3 de agosto de 1814.  Se incorporó al ejército de Pumacahua como capellán.
Antes de la formación de la República del Perú, fue socio de la Academia Lauretana de Arequipa.  En enero de 1825 formó parte de la Junta de Calificación del Cusco creada por Simón Bolívar para distribuir empleos entre los ciudadanos calificados por su probidad, aptitudes y servicios. Luego, en 1826, fue el segundo rector del Colegio de Ciencias y Artes fundado por Simón Bolívar en el 8 de julio de 1825 y que en ese momento empezó a llamarse Universidad San Simón luego de que, por decreto del dictador, la Universidad de San Antonio Abad dejó temporalmente de existir y fue absorbida por el recién fundado colegio. Al año siguiente, en 1827, fue rector de la Universidad Nacional Mayor de San Marcos donde hizo un discurso sobre los problemas de la población indígena.
Fue diputado de la República del Perú por la provincia de Chumbivilcas en 1829, 1831 y por la provincia de Paruro en 1832 durante el primer gobierno del Mariscal Agustín Gamarra.  